# Reale Premio di Roma
Il Reale Premio di Roma (o Gran Premio Reale di Roma) è una competizione automobilistica che è stata disputata a Roma su vari tracciati della città e sul Circuito del Littorio, con cadenza annuale, dal 1925 al 1932.

## Albo d'Oro
| Edizione | Anno | Vincitore        | Paese  | Vettura    | Paese   | Distanza | Media        |
| -------- | ---- | ---------------- | ------ | ---------- | ------- | -------- | ------------ |
| 1ª       | 1925 | Carlo Masetti    | Italia | Bugatti    | Francia | 424 km   | 97,287 km/h  |
| 2ª       | 1926 | Aymo Maggi       | Italia | Bugatti    | Francia | 320 km   | 99,213 km/h  |
| 3ª       | 1927 | Tazio Nuvolari   | Italia | Bugatti    | Francia | 420 km   | 110,852 km/h |
| 4ª       | 1928 | Louis Chiron     | Monaco | Bugatti    | Francia | 391 km   | 126,419 km/h |
| 5ª       | 1929 | Achille Varzi    | Italia | Alfa Romeo | Italia  | 391 km   | 128,241 km/h |
| 6ª       | 1930 | Luigi Arcangeli  | Italia | Maserati   | Italia  | 260 km   | 134,273 km/h |
| 7ª       | 1931 | Ernesto Maserati | Italia | Maserati   | Italia  | 240 km   | 152,321 km/h |
| 8ª       | 1932 | Luigi Fagioli    | Italia | Maserati   | Italia  | 240 km   | 158,671 km/h |